# Палауская летучая лисица
Палауская летучая лисица (лат. Pteropus pilosus) — исчезнувший вид плодоядных рукокрылых из семейства крылановых. 
Вид среднего размера с размахом крыльев около 60 см, коричневым мехом с серебристыми волосками на животе, обитал на островах Палау в Микронезии. 
Вероятно, исчез около 1874 года, возможно, был истреблен охотой. В настоящее время сохранились два вскрытых экземпляра, один из которых находится в Музее естественной истории в Лондоне.